# Prostomis susannae
Prostomis susannae es una especie de coleóptero de la familia Prostomidae.

## Distribución geográfica
Habita en Malasia  y Nepal.